# Jumbo (olifant)

Jumbo

Jumbo (1861 - 15 september 1885) was een zeer grote savanneolifant, die werd geboren in Afrika.
Hij werd naar Frankrijk verscheept, waar hij in de oude dierentuin Jardin des Plantes, nabij Gare d'Austerlitz in Parijs, werd gehouden. In 1865 werd hij overgeplaatst naar de London Zoo, waar hij beroemd werd om de ritjes die bezoekers op hem mochten maken. In 1882 werd Jumbo voor 10.000 dollar verkocht aan Phineas Taylor Barnum voor diens circus.

## Levensloop

### Opgroeien in Engeland
Jumbo groeide op in de Londense dierentuin en werd daar letterlijk en figuurlijk groot. Elke dag verstouwde de grijze gigant maar liefst 91 kilo hooi, een emmer aardappelen, vijftien broden, een partij uien en liters water vermengd met whiskey. 
De medewerkers van de Londense dierentuin doopten de olifant Jumbo. Die naam is mogelijk een verbastering van twee woorden uit het Swahili, jambo, dat "hallo" betekent en jumbe, dat "de leider" betekent. De Oxford English Dictionary verwijst echter naar het slangwoordenboek van John Badcock uit 1823, dat als betekenis "lomp, onhandig" geeft.
Jumbo raakte alom geliefd. Met name koningin Victoria en de koninklijke familie waren grote fans van het dier. De bezoekers, ook kinderen, mochten voor een penny op Jumbo’s rug zitten en op diens gigantische lijf een rondje door de dierentuin maken. Want gigantisch was Jumbo: het reuze-exemplaar woog op zijn top ongeveer 5900 kilogram, met een schouderhoogte van 3,70 meter. Met zijn kop erbij torende hij minstens vier meter boven de grond uit.
De London Zoo besloot in 1881-1882 om Jumbo te verkopen. Niet alleen had de olifant regelmatig woedeaanvallen, ook waren zijn verzorgers bang dat Jumbo compleet zou gaan flippen als zijn vaste begeleider Matthew Scott overleed. De woedeaanvallen die vooral 's nachts plaats vonden, zouden twee oorzaken kunnen hebben gehad, of een combinatie hiervan. Jumbo werd in eenzaamheid gehouden, wat voor een kuddedier erg eenzaam moet zijn geweest. Overdag was er voldoende afleiding maar de nachten waren eenzaam. Na zijn dood kwam men erachter dat de kiezen, mede door het verkeerde dieet, waren misvormd en het dier erge pijn moet hebben gehad.

### Matthew Scott
Jumbo werd bijna zijn hele leven verzorgd door Matthew Scott, ook bekend als Scotty. Nadat het olifantje uit de Franse dierentuin kwam was hij ondervoed en zat hij onder de zweren. Scotty verzorgde en vertroetelde het dier en zo kregen ze een onbreekbare band. Die was zo sterk dat Jumbo helemaal flipte als Scotty een vrije dag had. Niemand kon iets met de olifant beginnen. Al snel kreeg Scotty de vrije hand als het om Jumbo ging. Als eerste maakte hij een zadel zodat kinderen rondjes door de dierentuin konden rijden. hij vroeg hier een penny voor, geld dat hij mocht houden. Om te voorkomen dat zijn vriend woedeaanvallen kreeg, bleef hij ook op zijn vrije dagen bij de olifant. De angst dat Matthew eerder stierf dan Jumbo, en die daarmee onhoudbaar zou zijn, was zo groot dat er zelfs door de dierentuin bij de Zoological Society werd geïnformeerd hoe Jumbo het beste kon worden gedood.
Scotty was zo belangrijk geworden in het leven en het gezond houden van Jumbo dat Barnum niet om hem heen kon toen die de olifant kocht. Hij moest Scotty wel inhuren om voor de olifant te zorgen, anders zou het dier de States niet levend bereiken.

### Naar Amerika
De Amerikaanse impresario, circusuitbater en talentenscout Phineas Taylor Barnum (1810-1891) besloot om de olifant voor $10.000 te kopen, omgerekend naar vandaag circa $250.000. Eind maart 1882 stopte men Jumbo in een grote kist. Toen het getij gunstig was en Jumbo een flink ontbijt en een partij bier achterovergeslagen had, kon het schip Assyrian Monarch met de olifant aan boord aan de oceaanreis beginnen. Aan boord waren 600 opvarenden, van wie 90 bemanningsleden. Er was voldoende proviand aan boord voor Jumbo, waaronder 65 hooibalen, 140 kilo scheepsbiscuits en 50 witte broden. Na een goede reis van bijna twee weken kwam het schip op 9 april 1882 aan in de haven van New York. Verscheidene journalisten gingen aan boord en Jumbo kreeg een fles whisky om te drinken op de goed verlopen reis. Op de kade stonden ongeveer 10.000 toeschouwers die de olifant een warm welkom bezorgden. Er was sprake van een ware Jumbomania.
De olifant via Broadway naar het circus op Madison Square Garden brengen, was nog niet zo eenvoudig. Acht paarden en 500 man kregen de kooi niet in beweging, waarna acht extra paarden werden ingezet en twee andere olifanten om de kooi in beweging te brengen. Toen lukte het wel en begaf de stoet zich naar het circus.
Tijdens Pasen 1882 maakte Jumbo zijn debuut in het circus Barnum & Bailey in New York. Het circus trok dagelijks liefst 20.000 bezoekers. De olifant had nu ook soortgenoten en zijn nachtelijke woedeaanvallen werden minder. 
Elk jaar maakte Jumbo een binnenlandse tournee. Een aardige anekdote is dat Jumbo en zijn begeleider Scotty, die was meeverhuisd met zijn troeteldier, elke avond voor het slapengaan samen een flesje bier leegdronken. Op een dag was Scotty in slaap gevallen, nog voor het flesje leeg was. Jumbo tilde Scotty voorzichtig op en zette hem naast het flesje neer, zodat hij het gerstenat alsnog kon opdrinken.

Hij maakte deel uit van de eenentwintig olifanten die op 17 mei 1884 met zeventien kamelen over Brooklyn Bridge marcheerden om het beschadigde vertrouwen in de brug te herstellen.

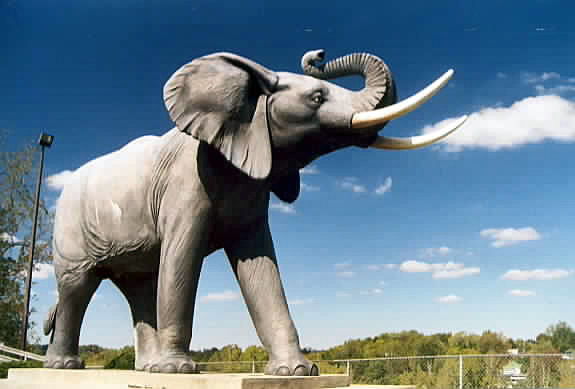
Standbeeld van Jumbo in St. Thomas, Ontario

In zijn eerste jaar in New York verdiende Jumbo $1,5 miljoen dollar voor het circus. Geschat wordt dat 16 miljoen volwassenen en vier miljoen kinderen hem live zagen optreden. Optreden was een groot woord. Jumbo kende niet veel trucjes, hij stond er maar groot te wezen.

### Dood
Op 15 september 1885 kwam Jumbo om het leven op een spoorweg in St. Thomas, Ontario, in Canada. Rond 21.30 uur liep de dierenstoet na een optreden langs een spoorlijn, toen er onverwacht een trein naderde. De machinist probeerde de trein op tijd te stoppen, maar dat mislukte. De trein raakte het kleine olifantje Tom Thumb, die in een sloot geslingerd werd. Jumbo, die voor haar liep, zette het op een rennen. Hij kwam echter onder de locomotief terecht, werd 90 meter meegesleept en overleed aan zwaar hoofdletsel. 
Een andere versie vertelt dat de reus het kleine olifantje had gered door zich voor de locomotief te gooien. Algemeen wordt aangenomen dat dit verhaal door PT Barnum de wereld in geholpen is om zijn circus extra reclame te geven.
Wel is bekend dat de enige man die ooit iets voor Jumbo heeft betekend, tijdens zijn laatste minuten niet van zijn zijde week. Scotty zat al die tijd, openlijk huilend naast hem.

## Trivia
- Jumbo was 3,25 meter hoog in de tijd dat hij in de London Zoo verbleef, tegen de tijd dat hij overleed beweerde men dat hij 4 meter was.
- Jumbo's skelet werd gedoneerd aan het American Museum of Natural History, zijn hart werd verkocht aan de Cornell-universiteit. Tot 1975 was de opgezette huid van Jumbo in het bezit van de Tuftsuniversiteit, maar ging daar door brand verloren.
- Het woord jumbo staat bekend als synoniem voor groot, bijvoorbeeld als synoniem voor de Boeing 747 (de 'Jumbo Jet'), die 37 jaar lang het grootste passagiersvliegtuig ter wereld was.